# 新土岐津駅
新土岐津駅（しんときつえき）は、現在の岐阜県土岐市にあった東濃鉄道駄知線の駅（廃駅）である。

## 歴史
開業時に設置された初代新土岐津駅は鉄道省中央本線土岐津駅の西約200 mに位置していたが、1928年に旅客の便を図るため土岐津駅に乗り入れることになり廃止された。その際に地元住民のために初代駅から500m西方に新たに設置したのが2代目新土岐津駅である。2代目駅は、当初から一部の列車は通過していたこともあり利用客は少なく、開設後2 - 3年後には実質休止されている。

### 年表
- 1922年（大正11年）1月11日：駄知鉄道の開業に際し初代駅が開業。
- 1928年（昭和3年）3月1日：初代駅が国鉄土岐津駅に統合され廃止となる。同時に地元住民のために2代目駅を開設。
- 1933年（昭和8年）頃：実質休止となる。
- 1945年（昭和20年）5月23日：運輸営業休止許可を申請。
- 1952年（昭和27年）3月以前：廃止。

## 乗客数の推移
| 年度 | 乗車人員 | 降車人員 |
| ---- | -------- | -------- |
| 1929 | 351      | 1,197    |
| 1930 | 49       | 406      |
| 1931 | 62       | 362      |
| 1932 | 63       | 377      |
| 1933 | 56       | 475      |
| 1934 | 161      | 463      |
| 1935 | 195      | 517      |

- 『岐阜県統計書デジタルアーカイブ』岐阜県より1936-1954年は該当項目なし。
- 数字は2代目駅のみ

## 現況
- 初代駅跡地は現在、東濃鉄道の月極駐車場となっている。
- 新土岐津の名は、通称の地名（新土岐津東町・新土岐津西町）として残っている（正式な地名は泉町久尻である）。